# 許銳宇
許銳宇（英語：Rick Hui Yui-yu，1987年—），目前流亡英國伯明翰，並獲英國內政部批出難民身份，前民主黨、新民主同盟及沙田區政成員，前香港沙田區議會翠田選區議員。英國政研會創辦人，現為英國認可物業按揭及保險顧問。

## 簡歷
許銳宇生於中國大陸，於1997年移居香港，就讀黃大仙天主教小學下午校及香港神託會培敦中學，熱愛創作，及後從政。於2021年移居英國。

## 議會選舉

### 2015年區議會選舉
以新民主同盟成員身份參選，許銳宇以2,048票擊敗時任區議員新民黨成員黃澤標當選。
| 政黨 | 政黨            | 候選人 | 票數  | %      |
| ---- | --------------- | ------ | ----- | ------ |
|      | 新民主同盟      | 許銳宇 | 2,048 | 55.01% |
|      | 新民黨/公民力量 | 黃澤標 | 1,675 | 44.99% |

### 2019年區議會選舉
以時任區議員及民主派區選聯盟推薦候選人身分參選，許銳宇以4,552票擊敗獨立候選人林玉華成功連任。
| 政黨 | 政黨           | 候選人 | 票數  | %      |
| ---- | -------------- | ------ | ----- | ------ |
|      | 民主派區選聯盟 | 許銳宇 | 4,552 | 64.97% |
|      | 獨立           | 林玉華 | 2,454 | 35.03% |

## 外部連結
- 許銳宇的Facebook專頁 （页面存档备份，存于）
- 沙田區政的Facebook專頁 （页面存档备份，存于）